# Sępopol (gemeente)
De gemeente Sępopol is een stad- en landgemeente in de Poolse woiwodschap Ermland-Mazurië, in powiat Bartoszycki.
De zetel van de gemeente is in Sępopol.
Op 30 juni 2004 telde de gemeente 6612 inwoners.

## Oppervlakte gegevens
In 2002 bedroeg de totale oppervlakte van gemeente Sępopol 246,58 km², waarvan:
- agrarisch gebied: 72%
- bossen: 17%

De gemeente beslaat 18,84% van de totale oppervlakte van de powiat.

## Demografie
Stand op 30 juni 2004:
| Omschrijving                   | Totaal | Totaal | Vrouwen | Vrouwen | Mannen | Mannen |
| ------------------------------ | ------ | ------ | ------- | ------- | ------ | ------ |
| eenheid                        | aantal | %      | aantal  | %       | aantal | %      |
| inwoners                       | 6612   | 100    | 3379    | 51,1    | 3233   | 48,9   |
| bevolkingsdichtheid (inw./km²) | 26,8   | 26,8   | 13,7    | 13,7    | 13,1   | 13,1   |

In 2002 bedroeg het gemiddelde inkomen per inwoner 1338,02 zł.

## Aangrenzende gemeenten
De gemeente grenst aan: Barciany, Bartoszyce, Korsze. De gemeente grenst ook aan Rusland.

## Administratieve plaatsen (Solectwo)
- Długa
- Dzietrzychowo
  - Gierkiny
- Kinwągi
- Lipica
  - Gaj
  - Melejdy
  - Romaliny
  - Smodajny
- Lwowiec
- Masuny
- Ostre Bardo
- Prętławki
- Rogielkajmy
  - Poniki
- Romankowo
  - Miedna
- Roskajmy
  - Liski
- Różyna
- Rusajny
- Rygarby
- Sępopol
- Smolanka
- Stopki
- Szczurkowo
- Śmiardowo
  - Pasławki
- Trosiny
  - Judyty
  - Park
  - Retowy
- Turcz
- Wiatrowiec
- Wodukajmy
  - Boryty
  - Domarady
  - Langanki
  - Przewarszyty